# Объединённая еврейская социалистическая рабочая партия
Объединенная еврейская социалистическая рабочая партия (ОЕСРП) (идиш פֿאַרײניקטע ייִדישע סאָציִאַליסטישע אַרבעטער פּאַרטײ‎, Фарейникте) — еврейская партия социалистической ориентации.
Создана 17 июля 1917 года в Польше, когда на съезде объединились Социалистическая еврейская рабочая партия и Сионистско-социалистическая рабочая партия. На совещании Центрального совета СЕРП и ЦК ССРП был выработан договор, в котором указывалось, что «объединенная партия будет добиваться для еврейского народа в России национальной автономии, а с точки зрения окончательного разрешения еврейской проблемы, она признает территориализм». Вопрос о путях, ведущих к осуществлению идеи создания самостоятельного еврейского государства оставался открытым. Окончательное слияние и создание Объединенной еврейской социалистической рабочей партии санкционировал съезд, состоявшийся в августе 1917 года. ЦК ОЕСРП был составлен из 11 сионистов-социалистов и 10 серповцев. Новая партия пользовалась весьма незначительным успехом у части интеллигентов, мещан и др. ОЕСРП поддерживала Временное правительство, но в ней были и представители, выступавшие против коалиции с буржуазией и участвовавшие в практической работе вместе с большевиками.
После Октябрьской революции 1917 года одна часть «объединенцев» выступила в роли явных противников большевиков и приняла активное участие в вооруженной борьбе противоборствующих сторон в различных частях страны. Другая, восприняв коммунистические идеалы как руководство к действиям, весной 1919 года объединилась с левыми бундовцами и создала Объединенную еврейскую коммунистическую рабочую партию, влившуюся осенью того же года в состав Компартии Украины. В Белоруссии левые объединенцы вошли в состав Еврейской коммунистической партии, переименованной затем в Комбунд.